# Diorama
『diorama』（ジオラマ）は、2012年5月16日にリリースされた、日本のミュージシャン・米津玄師の1枚目のオリジナルアルバム。発売元はインディーズレーベルのBALLOOM。ハチの名義を用いてボーカロイドで楽曲制作を行ってきた米津にとって、本人名義でのデビュー作である。

## 背景とリリース
米津はハチとしてボーカロイドを用い、主にニコニコ動画において多数の楽曲を発表してきた。「結ンデ開イテ羅刹ト骸」「マトリョシカ」「パンダヒーロー」を始めとする楽曲は息の長い人気を得ていたが、初音ミクのポップ・アイコンたる性質に人気を依存している状況から脱するために、ボーカロイドを封印した本作「diorama」が制作されるに至った。
アルバムタイトル「diorama」とは、立体模型を表すフランス語をルーツに持つ外来語である。アルバムのジャケットワーク、イメージイラスト、ミュージックビデオのイラストレーションなどのビジュアルデザインは米津が自ら手がけており、すべてが一貫してシャープペンシルのみで描かれている。ジャケットワークには、背中に一つの町を乗せたナマズが描かれており、これは江戸時代のナマズ画から踏襲されている。
また、ギター・ベース・ドラム・キーボードといった楽器を米津1人で演奏しミックスしたものとなっている。
収録曲全てが本作の書き下ろしであり、ミュージックビデオも「ゴーゴー幽霊船」「vivi」「恋と病熱」はすべてイラスト動画としてリリースされた。「ゴーゴー幽霊船」は2012年3月21日iTunesで発売された。「vivi」はDWANGOで2012年4月26日限定で着うたフルとして配信された。
DVDが付属しており、「恋と病熱」のアニメーションミュージックビデオが収録されている。
2020年8月5日、各定額制音楽配信サービスにて配信が開始された。

## 収録曲
CD
| 全作詞・作曲・編曲: 米津玄師。 |                        |          |            |      |
| #                              | タイトル               | 作詞     | 作曲・編曲 | 時間 |
| 1.                             | 「街」                 | 米津玄師 | 米津玄師   | 5:40 |
| 2.                             | 「ゴーゴー幽霊船」     | 米津玄師 | 米津玄師   | 3:49 |
| 3.                             | 「駄菓子屋商売」       | 米津玄師 | 米津玄師   | 4:34 |
| 4.                             | 「caribou」            | 米津玄師 | 米津玄師   | 4:15 |
| 5.                             | 「あめふり婦人」       | 米津玄師 | 米津玄師   | 2:59 |
| 6.                             | 「ディスコバルーン」   | 米津玄師 | 米津玄師   | 4:23 |
| 7.                             | 「vivi」               | 米津玄師 | 米津玄師   | 4:30 |
| 8.                             | 「トイパトリオット」   | 米津玄師 | 米津玄師   | 4:13 |
| 9.                             | 「恋と病熱」           | 米津玄師 | 米津玄師   | 4:22 |
| 10.                            | 「Black Sheep」        | 米津玄師 | 米津玄師   | 5:09 |
| 11.                            | 「乾涸びたバスひとつ」 | 米津玄師 | 米津玄師   | 5:08 |
| 12.                            | 「首なし閑古鳥」       | 米津玄師 | 米津玄師   | 4:23 |
| 13.                            | 「心像放映」           | 米津玄師 | 米津玄師   | 4:04 |
| 14.                            | 「抄本」               | 米津玄師 | 米津玄師   | 4:04 |
| 合計時間:                      | 合計時間:              | 61:33    |            |      |

DVD
| #  | タイトル                         | 作詞 | 作曲・編曲 | 時間 |
| -- | -------------------------------- | ---- | ---------- | ---- |
| 1. | 「恋と病熱」(ミュージックビデオ) |      |            | 4:25 |

## チャート
| チャート                                                                                                 | 最高順位 |
| --- | -------- |
| Billboard JAPANインディーズ・アルバム&シングル・セールス・チャート「Top Independent Albums and Singles」 | 1        |
| オリコン週間アルバムチャート                                                                             | 6        |
| オリコン月間アルバムチャート                                                                             | 10       |

## クレジット
- 飴尾 – ディレクター「恋と病熱」のPV
- うつした – ディレクター「恋と病熱」のPV
- gaph – アートディレクション、デザイン
- タスク – ディレクター「恋と病熱」のPV
- 滝口“Tucky”博達 – マスタリングエンジニア
- チョボ六 – ディレクター「恋と病熱」のPV
- 米津玄師 – 楽器・歌詞・作曲・アレンジ・イラスト（ブックレット・PV「ゴーゴー幽霊船」「vivi」）・ミックス・ヴォーカル

## 発売日一覧
| 国/地域 | リリース日    | 規格           | ラベル          | コード       |
| ------- | ------------- | -------------- | --------------- | ------------ |
| 日本    | 2012年5月16日 | CD+DVD         | Balloom         | DGLA-10016/B |
| 日本    | 2012年6月2日  | レンタルCD+DVD | Balloom         | DGLA-10016/B |
| 世界    | 2012年6月8日  | 音楽配信       | Balloom         | DGLA-10016/B |
| 日本    | 2017年7月5日  | CD             | REISSUE RECORDS | DDCZ-2163    |